# وولفگانگ هوتنروت
وولفگانگ هوتنروت (انگلیسی: Wolfgang Hottenrott؛ زادهٔ ۱۳ ژوئن ۱۹۴۰) قایقران روئینگ اهل آلمان بود.
وی در مسابقات کشوری و بین‌المللی در مجموع برندهٔ ۲ مدال طلا، ۲ مدال نقره، ۱ مدال برنز شده‌است.